# Lijst van kapiteinen-regent van San Marino van 1700 tot 1900
| Jaar | Semester     | Kapiteinen-regent                                                                         | Kapiteinen-regent                                                                               |
| ---- | ------------ | ----------------------------------------------------------------------------------------- | ----------------------------------------------------------------------------------------------- |
| 1700 | April        | Francesco Loli                                                                            | Baldassarre Tini                                                                                |
| 1700 | Oktober      | Ottavio Leonardelli                                                                       | Marino Beni                                                                                     |
| 1701 | April        | Alfonso Tosini                                                                            | Francesco Moracci                                                                               |
| 1701 | Oktober      | Giuliano Belluzzi                                                                         | Lorenzo Giangi                                                                                  |
| 1702 | April        | Giuseppe Loli                                                                             | Melchiorre Martelli                                                                             |
| 1702 | Oktober      | Giovanni Antonio Belluzzi                                                                 | Gaspare Calbini                                                                                 |
| 1703 | April        | Bernardino Leonardelli                                                                    | Giovanni Antonio Fattori                                                                        |
| 1703 | Oktober      | Onofrio Onofri                                                                            | Baldassarre Tini                                                                                |
| 1704 | April        | Ottavio Leonardelli                                                                       | Pietro Francini                                                                                 |
| 1704 | Oktober      | Giambattista Tosini                                                                       | Tommaso Ceccoli                                                                                 |
| 1705 | April        | Gian Giacomo Angeli                                                                       | Lorenzo Giangi                                                                                  |
| 1705 | Oktober      | Giuseppe Loli                                                                             | Melchiorre Martelli                                                                             |
| 1706 | April        | Giovanni Cionini                                                                          | Gaspare Calbini                                                                                 |
| 1706 | Oktober      | Francesco Maccioni                                                                        | Giambattista Ceccoli                                                                            |
| 1707 | April        | Onofrio Onofri                                                                            | Giuseppe Zampini                                                                                |
| 1707 | Oktober      | Federico Gozi                                                                             | Francesco Moracci                                                                               |
| 1708 | April        | Giuliano Belluzzi                                                                         | Tommaso Ceccoli                                                                                 |
| 1708 | Oktober      | Marino Enea Bonelli                                                                       | Baldassarre Tini                                                                                |
| 1709 | April        | Gian Giacomo Angeli                                                                       | Francesco Giangi                                                                                |
| 1709 | Oktober      | Giovanni Antonio Belluzzi                                                                 | Giovanni Antonio Fattori                                                                        |
| 1710 | April        | Giovanni Cionini                                                                          | Melchiorre Martelli                                                                             |
| 1710 | Oktober      | Francesco Maccioni                                                                        | Pietro Francini                                                                                 |
| 1711 | April        | Giuseppe Loli                                                                             | Girolamo Martelli                                                                               |
| 1711 | Oktober      | Federico Gozi                                                                             | Giuseppe Zampini                                                                                |
| 1712 | April        | Onofrio Onofri                                                                            | Giovanni Martelli                                                                               |
| 1712 | Oktober      | Gian Giacomo Angeli                                                                       | Bartolomeo Bedetti                                                                              |
| 1713 | April        | Giovanni Antonio Belluzzi                                                                 | Giovanni Antonio Fattori                                                                        |
| 1713 | Oktober      | Giuliano Belluzzi                                                                         | Tommaso Ceccoli                                                                                 |
| 1714 | April        | Giuseppe Onofri                                                                           | Lorenzo Giangi                                                                                  |
| 1714 | Oktober      | Giuseppe Loli                                                                             | Pietro Francini                                                                                 |
| 1715 | April        | Giovanni Paolo Valloni                                                                    | Giuseppe Zampini                                                                                |
| 1715 | Oktober      | Bernardino Leonardelli                                                                    | Marino Enea Bonelli                                                                             |
| 1716 | April        | Gian Giacomo Angeli                                                                       | Giovanni Martelli                                                                               |
| 1716 | Oktober      | Francesco Maria Belluzzi                                                                  | Bartolomeo Bedetti                                                                              |
| 1717 | April        | Federico Gozi                                                                             | Girolamo Martelli                                                                               |
| 1717 | Oktober      | Ottavio Leonardelli                                                                       | Francesco Giangi                                                                                |
| 1718 | April        | Giuliano Belluzzi                                                                         | Marino Beni                                                                                     |
| 1718 | Oktober      | Tranquillo Manenti Belluzzi                                                               | Tommaso Ceccoli                                                                                 |
| 1719 | April        | Giovanni Paolo Valloni                                                                    | Baldassarre Tini (tijdens ambtsperiode overleden) Francesco Moracci (plaatsvervanger)           |
| 1719 | Oktober      | Gian Giacomo Angeli                                                                       | Lorenzo Giangi                                                                                  |
| 1720 | April        | Benedetto Belluzzi                                                                        | Giovanni Martelli                                                                               |
| 1720 | Oktober      | Marino Enea Bonelli                                                                       | Bartolomeo Bedetti                                                                              |
| 1721 | April        | Federico Gozi                                                                             | Girolamo Martelli                                                                               |
| 1721 | Oktober      | Bernardino Leonardelli                                                                    | Francesco Giangi                                                                                |
| 1722 | April        | Francesco Maria Belluzzi                                                                  | Marino Beni                                                                                     |
| 1722 | Oktober      | Valerio Maccioni                                                                          | Pier Antonio Ugolini                                                                            |
| 1723 | April        | Giuseppe Onofri                                                                           | Tommaso Ceccoli                                                                                 |
| 1723 | Oktober      | Pietro Loli                                                                               | Giovanni Martelli                                                                               |
| 1724 | April        | Giovanni Paolo Valloni                                                                    | Biagio Antonio Martelli                                                                         |
| 1724 | Oktober      | Marino Enea Bonelli                                                                       | Bartolomeo Bedetti                                                                              |
| 1725 | April        | Gian Giacomo Angeli                                                                       | Lorenzo Giangi                                                                                  |
| 1725 | Oktober      | Federico Gozi                                                                             | Marino Beni                                                                                     |
| 1726 | April        | Tranquillo Manenti Belluzzi                                                               | Girolamo Martelli                                                                               |
| 1726 | Oktober      | Valerio Maccioni                                                                          | Pier Antonio Ugolini                                                                            |
| 1727 | April        | Giuseppe Onofri                                                                           | Tommaso Ceccoli                                                                                 |
| 1727 | Oktober      | Gentile Maria Maggio                                                                      | Giovanni Martelli                                                                               |
| 1728 | April        | Francesco Maria Belluzzi                                                                  | Biagio Antonio Martelli                                                                         |
| 1728 | Oktober      | Marino Enea Bonelli                                                                       | Bernardino Capicchioni                                                                          |
| 1729 | April        | Giovanni Paolo Valloni                                                                    | Francesco Giangi                                                                                |
| 1729 | Oktober      | Gian Giacomo Angeli                                                                       | Giovanni Andrea Beni                                                                            |
| 1730 | April        | Valerio Maccioni                                                                          | Pier Antonio Ugolini                                                                            |
| 1730 | Oktober      | Tranquillo Manenti Belluzzi                                                               | Girolamo Martelli                                                                               |
| 1731 | April        | Giuseppe Onofri                                                                           | Lodovico Anatucci                                                                               |
| 1731 | Oktober      | Giovanni Antonio Leonardelli                                                              | Bartolomeo Bedetti                                                                              |
| 1732 | April        | Giovanni Benedetto Belluzzi                                                               | Giovanni Martelli                                                                               |
| 1732 | Oktober      | Valerio Maccioni                                                                          | Vincenzo Moracci                                                                                |
| 1733 | April        | Francesco Maria Belluzzi                                                                  | Giovanni Maria Giangi                                                                           |
| 1733 | Oktober      | Giovanni Paolo Valloni                                                                    | Giovanni Maria Beni                                                                             |
| 1734 | April        | Marino Enea Bonelli                                                                       | Tommaso Capicchioni                                                                             |
| 1734 | Oktober      | Giuseppe Onofri                                                                           | Lodovico Anatucci                                                                               |
| 1735 | April        | Tranquillo Manenti Belluzzi                                                               | Biagio Antonio Martelli                                                                         |
| 1735 | Oktober      | Federico Tosini                                                                           | Pier Antonio Ugolini                                                                            |
| 1736 | April        | Gian Giacomo Angeli                                                                       | Girolamo Martelli                                                                               |
| 1736 | Oktober      | Francesco Maria Belluzzi                                                                  | Giovanni Maria Giangi                                                                           |
| 1737 | April        | Valerio Maccioni                                                                          | Vincenzo Moracci                                                                                |
| 1737 | Oktober      | Filippo Manenti Belluzzi                                                                  | Giuliano Malpeli                                                                                |
| 1738 | April        | Giuseppe Onofri                                                                           | Giovanni Maria Beni                                                                             |
| 1738 | Oktober      | Giovanni Antonio Leonardelli                                                              | Giovanni Martelli                                                                               |
| 1739 | April        | Giovanni Benedetto Belluzzi                                                               | Biagio Antonio Martelli                                                                         |
| 1739 | Oktober      | Gian Giacomo Angeli                                                                       | Alfonso Giangi                                                                                  |
| 1739 | eind Oktober | Gaspare Fogli (waarnemend kardinaal tijdens Giulio Alberonis invasie)                     | Gaspare Fogli (waarnemend kardinaal tijdens Giulio Alberonis invasie)                           |
| 1740 | 5 februari   | Marino Enea Bonelli                                                                       | Alfonso Giangi                                                                                  |
| 1740 | Oktober      | Giuseppe Onofri                                                                           | Vincenzo Moracci                                                                                |
| 1741 | April        | Giovanni Maria Giangi                                                                     | Marino Tini                                                                                     |
| 1741 | Oktober      | Lodovico Belluzzi                                                                         | Pier Antonio Ugolini                                                                            |
| 1742 | April        | Girolamo Gozi                                                                             | Giovanni Martelli                                                                               |
| 1742 | Oktober      | Biagio Antonio Martelli                                                                   | Domenico Bertoni                                                                                |
| 1743 | April        | Filippo Manenti Belluzzi                                                                  | Filippo Fabbrini                                                                                |
| 1743 | Oktober      | Giacomo Begni                                                                             | Francesco Antonio Righi                                                                         |
| 1744 | April        | Giuseppe Onofri                                                                           | Alfonso Giangi                                                                                  |
| 1744 | Oktober      | Giovanni Maria Giangi                                                                     | Vincenzo Moracci                                                                                |
| 1745 | April        | Giambattista Zampini                                                                      | Pompeo Zoli                                                                                     |
| 1745 | Oktober      | Girolamo Gozi                                                                             | Tommaso Capicchioni                                                                             |
| 1746 | April        | Lodovico Belluzzi                                                                         | Marc' Antonio Tassini                                                                           |
| 1746 | Oktober      | Filippo Manenti Belluzzi                                                                  | Domenico Bertoni                                                                                |
| 1747 | April        | Giacomo Begni                                                                             | Ottavio Fazzini                                                                                 |
| 1747 | Oktober      | Biagio Antonio Martelli                                                                   | Giovanni Martelli                                                                               |
| 1748 | April        | Giovanni Marino Giangi                                                                    | Francesco Antonio Righi                                                                         |
| 1748 | Oktober      | Costantino Bonelli                                                                        | Pompeo Zoli                                                                                     |
| 1749 | April        | Giuseppe Onofri                                                                           | Vincenzo Moracci                                                                                |
| 1749 | Oktober      | Lodovico Belluzzi                                                                         | Marc' Antonio Tassini                                                                           |
| 1750 | April        | Filippo Manenti Belluzzi                                                                  | Pier Antonio Ugolini                                                                            |
| 1750 | Oktober      | Giovanni Antonio Leonardelli                                                              | Alfonso Giangi                                                                                  |
| 1751 | April        | Aurelio Valloni                                                                           | Filippo Fabbrini                                                                                |
| 1751 | Oktober      | Giovanni Maria Giangi                                                                     | Marino Tini                                                                                     |
| 1752 | April        | Giacomo Begni                                                                             | Pompeo Zoli                                                                                     |
| 1752 | Oktober      | Costantino Bonelli                                                                        | Giovanni Martelli                                                                               |
| 1753 | April        | Giuseppe Onofri                                                                           | Giuseppe Franzoni                                                                               |
| 1753 | Oktober      | Filippo Manenti Belluzzi                                                                  | Marc' Antonio Tassini                                                                           |
| 1754 | April        | Girolamo Gozi                                                                             | Vincenzo Moracci                                                                                |
| 1754 | Oktober      | Francesco Maccioni                                                                        | Ottavio Fazzini                                                                                 |
| 1755 | April        | Biagio Antonio Martelli                                                                   | Giuseppe Bertoni                                                                                |
| 1755 | Oktober      | Giacomo Begni                                                                             | Paolo Tini                                                                                      |
| 1756 | April        | Marino Belluzzi                                                                           | Francesco Casali                                                                                |
| 1756 | Oktober      | Giovanni Beni                                                                             | Francesco Antonio Righi                                                                         |
| 1757 | April        | Giambattista Angeli                                                                       | Marc' Antonio Tassini                                                                           |
| 1757 | Oktober      | Filippo Manenti Belluzzi                                                                  | Antonio Capicchioni                                                                             |
| 1758 | April        | Lodovico Belluzzi                                                                         | Marino Tini                                                                                     |
| 1758 | Oktober      | Giovanni Maria Giangi                                                                     | Giuseppe Franzoni                                                                               |
| 1759 | April        | Giacomo Begni                                                                             | Pompeo Zoli                                                                                     |
| 1759 | Oktober      | Giovanni Antonio Leonardelli                                                              | Filippo Fazzini                                                                                 |
| 1760 | April        | Aurelio Valloni                                                                           | Francesco Antonio Righi                                                                         |
| 1760 | Oktober      | Giambattista Angeli                                                                       | Giovanni Pietro Martelli                                                                        |
| 1761 | April        | Francesco Maccioni                                                                        | Marino Martelli                                                                                 |
| 1761 | Oktober      | Filippo Manenti                                                                           | Marc' Antonio Tassini                                                                           |
| 1762 | April        | Giovanni Maria Giangi                                                                     | Giuseppe Bertoni                                                                                |
| 1762 | Oktober      | Giambattista Zampini                                                                      | Pompeo Zoli                                                                                     |
| 1763 | April        | Giambattista Bonelli                                                                      | Filippo Fazzini                                                                                 |
| 1763 | Oktober      | Girolamo Gozi                                                                             | Paolo Tini                                                                                      |
| 1764 | April        | Giambattista Angeli                                                                       | Antonio Capicchioni                                                                             |
| 1764 | Oktober      | Giovanni Antonio Leonardelli                                                              | Marino Martelli                                                                                 |
| 1765 | April        | Filippo Manenti                                                                           | Marc' Antonio Tassini                                                                           |
| 1765 | Oktober      | Francesco Begni                                                                           | Francesco Benedetti                                                                             |
| 1766 | April        | Filippo Belluzzi                                                                          | Pompeo Zoli                                                                                     |
| 1766 | Oktober      | Giuseppe Giannini                                                                         | Giuseppe Franzoni                                                                               |
| 1767 | April        | Francesco Maccioni                                                                        | Filippo Fazzini                                                                                 |
| 1767 | Oktober      | Giambattista Angeli                                                                       | Giuseppe Bertoni                                                                                |
| 1768 | April        | Giuliano Gozi                                                                             | Francesco Casali                                                                                |
| 1768 | Oktober      | Costantino Bonelli                                                                        | Giovanni Antonio Malpeli                                                                        |
| 1769 | April        | Baldassarre Giangi                                                                        | Marc' Antonio Tassini                                                                           |
| 1769 | Oktober      | Filippo Manenti                                                                           | Francesco Antonio Casali                                                                        |
| 1770 | April        | Gaetano Belluzzi                                                                          | Pompeo Zoli                                                                                     |
| 1770 | Oktober      | Giuseppe Giannini                                                                         | Antonio Capicchioni                                                                             |
| 1771 | April        | Giambattista Angeli                                                                       | Filippo Fazzini                                                                                 |
| 1771 | Oktober      | Giuliano Gozi                                                                             | Angelo Ortolani                                                                                 |
| 1772 | April        | Sebastiano Onofri                                                                         | Giuseppe Bertoni                                                                                |
| 1772 | Oktober      | Baldassarre Giangi                                                                        | Francesco di Livio Casali                                                                       |
| 1773 | April        | Costantino Bonelli                                                                        | Giovanni Antonio Malpeli                                                                        |
| 1773 | Oktober      | Francesco Manenti                                                                         | Pompeo Zoli                                                                                     |
| 1774 | April        | Gaetano Belluzzi                                                                          | Antonio Capicchioni                                                                             |
| 1774 | Oktober      | Giuliano Belluzzi                                                                         | Francesco Antonio Casali                                                                        |
| 1775 | April        | Giuliano Gozi                                                                             | Angelo Ortolani                                                                                 |
| 1775 | Oktober      | Giambattista Angeli                                                                       | Girolamo Paoloni                                                                                |
| 1776 | April        | Giuseppe Giannini                                                                         | Antimo Meloni                                                                                   |
| 1776 | Oktober      | Francesco Onofri                                                                          | Francesco di Livio Casali                                                                       |
| 1777 | April        | Costantino Bonelli                                                                        | Francesco Moracci                                                                               |
| 1777 | Oktober      | Pier Antonio Leonardelli                                                                  | Giovanni Antonio Malpeli                                                                        |
| 1778 | April        | Baldassarre Giangi                                                                        | Francesco Antonio Casali (overleden tijdens ambtsperiode) Alessandro Martelli (plaatsvervanger) |
| 1778 | Oktober      | Giambattista Bonelli                                                                      | Pier Francesco Meloni                                                                           |
| 1779 | April        | Giuliano Gozi                                                                             | Angelo Ortolani                                                                                 |
| 1779 | Oktober      | Filippo Belluzzi                                                                          | Pompeo Zoli                                                                                     |
| 1780 | April        | Francesco Manenti                                                                         | Antonio Capicchioni                                                                             |
| 1780 | Oktober      | Costantino Bonelli                                                                        | Francesco di Livio Casali                                                                       |
| 1781 | April        | Pier Antonio Leonardelli                                                                  | Girolamo Paoloni                                                                                |
| 1781 | Oktober      | Baldassarre Giangi                                                                        | Giovanni Antonio Malpeli                                                                        |
| 1782 | April        | Giambattista Bonelli                                                                      | Antimo Meloni                                                                                   |
| 1782 | Oktober      | Giuseppe Giannini                                                                         | Francesco Malpeli                                                                               |
| 1783 | April        | Francesco Begni                                                                           | Pompeo Zoli                                                                                     |
| 1783 | Oktober      | Giuliano Gozi                                                                             | Pier Francesco Vita                                                                             |
| 1784 | April        | Giambattista Zampini                                                                      | Angelo Ortolani                                                                                 |
| 1784 | Oktober      | Francesco Manenti                                                                         | Marino Francesconi                                                                              |
| 1785 | April        | Marino Giangi                                                                             | Giovanni Antonio Malpeli                                                                        |
| 1785 | Oktober      | Pier Antonio Leonardelli                                                                  | Girolamo Paoloni                                                                                |
| 1786 | April        | Giambattista Bonelli                                                                      | Matteo Martelli                                                                                 |
| 1786 | Oktober      | Giuliano Gozi                                                                             | Francesco Faetani                                                                               |
| 1787 | April        | Giuliano Gozi                                                                             | Francesco Faetani                                                                               |
| 1787 | Oktober      | Francesco Onofri                                                                          | Francesco Tini                                                                                  |
| 1788 | April        | Giambattista Bonelli                                                                      | Giovanni Filippi                                                                                |
| 1788 | Oktober      | Francesco Begni                                                                           | Filippo Fazzini                                                                                 |
| 1789 | April        | Giuliano Belluzzi                                                                         | Silvestro Masi                                                                                  |
| 1789 | Oktober      | Marino Giangi                                                                             | Francesco Belzoppi                                                                              |
| 1790 | April        | Mariano Begni                                                                             | Matteo Martelli                                                                                 |
| 1790 | Oktober      | Filippo Belluzzi                                                                          | Antonio Capicchioni                                                                             |
| 1791 | April        | Francesco Giannini                                                                        | Antimo Meloni                                                                                   |
| 1791 | Oktober      | Antonio Onofri                                                                            | Girolamo Paoloni                                                                                |
| 1792 | April        | Giuliano Gozi                                                                             | Giovanni Filippi                                                                                |
| 1792 | Oktober      | Giambattista Bonelli                                                                      | Marino Francesconi                                                                              |
| 1793 | April        | Giuliano Belluzzi                                                                         | Marino Tassini                                                                                  |
| 1793 | Oktober      | Marino Giangi                                                                             | Felice Caroti                                                                                   |
| 1794 | April        | Marino Begni                                                                              | Antonio Capicchioni                                                                             |
| 1794 | Oktober      | Filippo Belluzzi                                                                          | Pier Vincenzo Giannini                                                                          |
| 1795 | April        | Giuseppe Mercuri                                                                          | Angelo Ortolani                                                                                 |
| 1795 | Oktober      | Francesco Giannini                                                                        | Livio Casali                                                                                    |
| 1796 | April        | Giuliano Gozi                                                                             | Matteo Martelli                                                                                 |
| 1796 | Oktober      | Antonio Onofri                                                                            | Marino Francesconi                                                                              |
| 1797 | April        | Giuliano Belluzzi                                                                         | Girolamo Paoloni                                                                                |
| 1797 | Oktober      | Annibale Gozi                                                                             | Antonio Capicchioni                                                                             |
| 1798 | April        | Marino Begni                                                                              | Alessandro Righi                                                                                |
| 1798 | Oktober      | Marino Giangi                                                                             | Vincenzo Belzoppi                                                                               |
| 1799 | April        | Francesco Giannini                                                                        | Pietro Zoli                                                                                     |
| 1799 | Oktober      | Camillo Bonelli                                                                           | Livio Casali                                                                                    |
| 1800 | April        | Francesco Faetani                                                                         | Matteo Martelli                                                                                 |
| 1800 | Oktober      | Giuseppe Mercuri                                                                          | Pier Vincenzo Giannini                                                                          |
| 1801 | April        | Giuliano Belluzzi                                                                         | Marino Bertoni                                                                                  |
| 1801 | Oktober      | Mariano Begni                                                                             | Antonio Capicchioni                                                                             |
| 1802 | April        | Filippo Belluzzi                                                                          | Marino Tassini                                                                                  |
| 1802 | Oktober      | Annibale Gozi                                                                             | Giovanni Filippi                                                                                |
| 1803 | April        | Camillo Bonelli                                                                           | Livio Casali                                                                                    |
| 1803 | Oktober      | Antonio Onofri                                                                            | Marino Francesconi                                                                              |
| 1804 | April        | Marino Belluzzi                                                                           | Matteo Martelli                                                                                 |
| 1804 | Oktober      | Francesco Giannini                                                                        | Giuseppe Righi                                                                                  |
| 1805 | April        | Francesco Maria Belluzzi                                                                  | Antonio Capicchioni                                                                             |
| 1805 | Oktober      | Mariano Begni                                                                             | Giovanni Malpeli                                                                                |
| 1806 | April        | Giuseppe Mercuri                                                                          | Marino Tassini                                                                                  |
| 1806 | Oktober      | Alessandro Righi                                                                          | Pietro Berti                                                                                    |
| 1807 | April        | Antonio Onofri                                                                            | Marino Francesconi                                                                              |
| 1807 | Oktober      | Camillo Bonelli                                                                           | Livio Casali                                                                                    |
| 1808 | April        | Marino Giangi                                                                             | Matteo Martelli                                                                                 |
| 1808 | Oktober      | Federico Gozi                                                                             | Pier Antonio Damiani                                                                            |
| 1809 | April        | Francesco Giannini                                                                        | Vincenzo Belzoppi                                                                               |
| 1809 | Oktober      | Mariano Begni                                                                             | Giovanni Malpeli                                                                                |
| 1810 | April        | Lodovico Belluzzi                                                                         | Maria Giuseppe Malpeli                                                                          |
| 1810 | Oktober      | Antonio Onofri                                                                            | Marino Francesconi                                                                              |
| 1811 | April        | Francesco Maria Belluzzi                                                                  | Marino Bertoni                                                                                  |
| 1811 | Oktober      | Giuseppe Mercuri                                                                          | Pier Vincenzo Giannini                                                                          |
| 1812 | April        | Camillo Bonelli                                                                           | Livio Casali                                                                                    |
| 1812 | Oktober      | Francesco Giannini                                                                        | Pietro Zoli                                                                                     |
| 1813 | April        | Marino Belluzzi                                                                           | Pier Antonio Damiani                                                                            |
| 1813 | Oktober      | Mariano Begni                                                                             | Giovanni Malpeli                                                                                |
| 1814 | April        | Federico Gozi                                                                             | Andrea Albertini                                                                                |
| 1814 | Oktober      | Lodovico Belluzzi                                                                         | Maria Giuseppe Malpeli                                                                          |
| 1815 | April        | Giuseppe Mercuri                                                                          | Pier Vincenzo Giannini                                                                          |
| 1815 | Oktober      | Francesco Maria Belluzzi                                                                  | Filippo Filippi                                                                                 |
| 1816 | April        | Camillo Bonelli                                                                           | Pietro Berti                                                                                    |
| 1816 | Oktober      | Luigi Giannini                                                                            | Matteo Martelli                                                                                 |
| 1817 | April        | Antonio Onofri                                                                            | Pietro Zoli                                                                                     |
| 1817 | Oktober      | Federico Gozi                                                                             | Vincenzo Belzoppi                                                                               |
| 1818 | April        | Giuliano Malpeli                                                                          | Livio Casali                                                                                    |
| 1818 | Oktober      | Mariano Begni                                                                             | Giovanni Malpeli                                                                                |
| 1819 | April        | Giuseppe Mercuri                                                                          | Andrea Albertini                                                                                |
| 1819 | Oktober      | Francesco Maria Belluzzi                                                                  | Filippo Filippi                                                                                 |
| 1820 | April        | Luigi Giannini                                                                            | Matteo Martelli                                                                                 |
| 1820 | Oktober      | Camillo Bonelli                                                                           | Marino Berti                                                                                    |
| 1821 | April        | Antonio Onofri                                                                            | Pier Vincenzo Giannini                                                                          |
| 1821 | Oktober      | Giuliano Malpeli                                                                          | Pietro Berti                                                                                    |
| 1822 | April        | Federico Gozi                                                                             | Francesco Guidi Giangi                                                                          |
| 1822 | Oktober      | Mariano Begni                                                                             | Giovanni Malpeli                                                                                |
| 1823 | April        | Giuseppe Mercuri                                                                          | Marino Lonfernini                                                                               |
| 1823 | Oktober      | Francesco Maria Belluzzi                                                                  | Filippo Filippi                                                                                 |
| 1824 | April        | Lodovico Belluzzi                                                                         | Vincenzo Braschi                                                                                |
| 1824 | Oktober      | Luigi Giannini                                                                            | Bartolomeo Bartolotti                                                                           |
| 1825 | April        | Raffaele Gozi                                                                             | Pietro Berti                                                                                    |
| 1825 | Oktober      | Camillo Bonelli                                                                           | Pier Antonio Damiani                                                                            |
| 1826 | April        | Giambattista Onofri                                                                       | Marino Berti                                                                                    |
| 1826 | Oktober      | Giuliano Malpeli                                                                          | Marino Lonfernini                                                                               |
| 1827 | April        | Mariano Begni                                                                             | Giovanni Malpeli                                                                                |
| 1827 | Oktober      | Lodovico Belluzzi                                                                         | Vincenzo Braschi                                                                                |
| 1828 | April        | Francesco Maria Belluzzi                                                                  | Francesco Guidi Giangi                                                                          |
| 1828 | Oktober      | Luigi Giannini                                                                            | Giacomo Antonio Tini                                                                            |
| 1829 | April        | Camillo Bonelli                                                                           | Pietro Zoli                                                                                     |
| 1829 | Oktober      | Giuseppe Mercuri                                                                          | Filippo Filippi                                                                                 |
| 1830 | April        | Giuliano Malpeli                                                                          | Marino Lonfernini                                                                               |
| 1830 | Oktober      | Giambattista Onofri                                                                       | Pier Antonio Damiani                                                                            |
| 1831 | April        | Lodovico Belluzzi                                                                         | Biagio Martelli                                                                                 |
| 1831 | Oktober      | Francesco Maria Belluzzi                                                                  | Pier Matteo Berti                                                                               |
| 1832 | April        | Giovanni Benedetto Belluzzi                                                               | Bartolomeo Bartolotti                                                                           |
| 1832 | Oktober      | Mariano Begni                                                                             | Giovanni Malpeli                                                                                |
| 1833 | April        | Giuseppe Mercuri                                                                          | Filippo Filippi                                                                                 |
| 1833 | Oktober      | Luigi Giannini                                                                            | Vincenzo Braschi                                                                                |
| 1834 | April        | Lodovico Belluzzi                                                                         | Francesco Guidi Giangi                                                                          |
| 1834 | Oktober      | Giuliano Malpeli                                                                          | Pietro Tassini                                                                                  |
| 1835 | April        | Francesco Maria Belluzzi (overleden tijdens ambtsperiode) Raffaele Gozi (plaatsvervanger) | Pietro Zoli                                                                                     |
| 1835 | Oktober      | Giambattista Bonelli                                                                      | Bartolomeo Bartolotti                                                                           |
| 1836 | April        | Giovanni Benedetto Belluzzi                                                               | Pier Antonio Damiani                                                                            |
| 1836 | Oktober      | Giuseppe Gozi                                                                             | Pier Matteo Berti                                                                               |
| 1837 | April        | Filippo Belluzzi                                                                          | Filippo Filippi                                                                                 |
| 1837 | Oktober      | Giuseppe Mercuri                                                                          | Marc' Antonio Tassini                                                                           |
| 1838 | April        | Girolamo Gozi                                                                             | Francesco Guidi Giangi                                                                          |
| 1838 | Oktober      | Mariano Begni                                                                             | Domenico Maria Belzoppi                                                                         |
| 1839 | April        | Giambattista Bonelli                                                                      | Bartolomeo Bartolotti                                                                           |
| 1839 | Oktober      | Giuliano Malpeli                                                                          | Biagio Martelli                                                                                 |
| 1840 | April        | Giovanni Benedetto Belluzzi                                                               | Pietro Righi                                                                                    |
| 1840 | Oktober      | Raffaele Gozi                                                                             | Pietro Zoli                                                                                     |
| 1841 | April        | Filippo Belluzzi                                                                          | Filippo Filippi                                                                                 |
| 1841 | Oktober      | Girolamo Gozi                                                                             | Francesco Guidi Giangi                                                                          |
| 1842 | April        | Domenico Maria Belzoppi                                                                   | Pier Matteo Berti                                                                               |
| 1842 | Oktober      | Giuseppe Gozi                                                                             | Domenic' Antonio Bartolotti                                                                     |
| 1843 | April        | Giuliano Malpeli                                                                          | Marino Malpeli                                                                                  |
| 1843 | Oktober      | Lodovico Belluzzi                                                                         | Biagio Martelli                                                                                 |
| 1844 | April        | Giovanni Benedetto Belluzzi                                                               | Pietro Righi                                                                                    |
| 1844 | Oktober      | Pietro Zoli                                                                               | Marino Berti                                                                                    |
| 1845 | April        | Giambattista Bonelli                                                                      | Francesco Valli                                                                                 |
| 1845 | Oktober      | Domenico Maria Belzoppi                                                                   | Pier Matteo Berti                                                                               |
| 1846 | April        | Filippo Belluzzi                                                                          | Filippo Filippi                                                                                 |
| 1846 | Oktober      | Francesco Guidi Giangi                                                                    | Costanzo Damiani                                                                                |
| 1847 | April        | Girolamo Gozi                                                                             | Domenic' Antonio Bartolotti                                                                     |
| 1847 | Oktober      | Giuliano Malpeli                                                                          | Biagio Martelli                                                                                 |
| 1848 | April        | Giuseppe Gozi                                                                             | Marino Malpeli                                                                                  |
| 1848 | Oktober      | Giovanni Benedetto Belluzzi                                                               | Pietro Righi                                                                                    |
| 1849 | April        | Domenico Maria Belzoppi                                                                   | Pier Matteo Berti                                                                               |
| 1849 | Oktober      | Giambattista Braschi                                                                      | Marino Lonfernini                                                                               |
| 1850 | April        | Vincenzo Angeli                                                                           | Costanzo Damiani                                                                                |
| 1850 | Oktober      | Giambattista Bonelli                                                                      | Marino Berti                                                                                    |
| 1851 | April        | Francesco Guidi Giangi                                                                    | Marco Suzzi Valli                                                                               |
| 1851 | Oktober      | Domenic' Antonio Bartolotti                                                               | Antonio Para                                                                                    |
| 1852 | April        | Melchiorre Filippi                                                                        | Pietro Righi                                                                                    |
| 1852 | Oktober      | Filippo Belluzzi                                                                          | Gaetano Simoncini                                                                               |
| 1853 | April        | Domenico Maria Belzoppi                                                                   | Pier Matteo Berti                                                                               |
| 1853 | Oktober      | Giambattista Braschi                                                                      | Francesco Valli                                                                                 |
| 1854 | April        | Girolamo Gozi                                                                             | Pietro Ugolini                                                                                  |
| 1854 | Oktober      | Francesco Guidi Giangi                                                                    | Pietro Barbieri                                                                                 |
| 1855 | April        | Gaetano Belluzzi (veelvuldig vertegenwoordigd door: Filippo Belluzzi                      | Francesco Rossini                                                                               |
| 1855 | Oktober      | Giovanni Benedetto Belluzzi                                                               | Marino Masi                                                                                     |
| 1856 | April        | Giuseppe Filippi                                                                          | Pietro Righi                                                                                    |
| 1856 | Oktober      | Melchiorre Filippi                                                                        | Gaetano Simoncini                                                                               |
| 1857 | April        | Innocenzo Bonelli                                                                         | Domenico Fattori                                                                                |
| 1857 | Oktober      | Settimio Belluzzi                                                                         | Giacomo Berti                                                                                   |
| 1858 | April        | Francesco Guidi Giangi                                                                    | Marino Malpeli                                                                                  |
| 1858 | Oktober      | Filippo Belluzzi                                                                          | Pasquale Marcucci                                                                               |
| 1859 | April        | Giuliano Belluzzi                                                                         | Michele Ceccoli                                                                                 |
| 1859 | Oktober      | Palamede Malpeli                                                                          | Pier Matteo Berti                                                                               |
| 1860 | April        | Giuseppe Filippi                                                                          | Pietro Righi                                                                                    |
| 1860 | Oktober      | Gaetano Belluzzi                                                                          | Costanzo Damiani                                                                                |
| 1861 | April        | Settimio Belluzzi                                                                         | Giacomo Berti                                                                                   |
| 1861 | Oktober      | Melchiorre Filippi                                                                        | Domenico Fattori                                                                                |
| 1862 | April        | Innocenzo Bonelli                                                                         | Gaetano Simoncini                                                                               |
| 1862 | Oktober      | Francesco Guidi Giangi                                                                    | Pietro Tonnini                                                                                  |
| 1863 | April        | Giuliano Belluzzi                                                                         | Michele Ceccoli                                                                                 |
| 1863 | Oktober      | Giuseppe Filippi                                                                          | Francesco Casali                                                                                |
| 1864 | April        | Gaetano Belluzzi                                                                          | Pietro Righi                                                                                    |
| 1864 | Oktober      | Palamede Malpeli                                                                          | Pasquale Marcucci                                                                               |
| 1865 | April        | Settimio Belluzzi                                                                         | Giacomo Berti                                                                                   |
| 1865 | Oktober      | Filippo Belluzzi                                                                          | Silvestro Masi                                                                                  |
| 1866 | April        | Innocenzo Bonelli                                                                         | Michele Vita                                                                                    |
| 1866 | Oktober      | Melchiorre Filippi                                                                        | Domenico Fattori                                                                                |
| 1867 | April        | Giuliano Belluzzi                                                                         | Michele Ceccoli                                                                                 |
| 1867 | Oktober      | Gaetano Simoncini                                                                         | Pietro Righi                                                                                    |
| 1868 | April        | Palamede Malpeli                                                                          | Giuseppe Vagnini                                                                                |
| 1868 | Oktober      | Pietro Tonnini                                                                            | Sante Lonfernini                                                                                |
| 1869 | April        | Filippo Belluzzi                                                                          | Francesco Malpeli                                                                               |
| 1869 | Oktober      | Settimio Belluzzi                                                                         | Giacomo Berti                                                                                   |
| 1870 | April        | Innocenzo Bonelli                                                                         | Ortollero Grazia                                                                                |
| 1870 | Oktober      | Melchiorre Filippi                                                                        | Domenico Fattori                                                                                |
| 1871 | April        | Gaetano Simoncini                                                                         | Pietro Ugolini                                                                                  |
| 1871 | Oktober      | Palamede Malpeli                                                                          | Luigi Pasquali                                                                                  |
| 1872 | April        | Giuliano Belluzzi                                                                         | Pietro Berti                                                                                    |
| 1872 | Oktober      | Federico Gozi                                                                             | Francesco Malpeli                                                                               |
| 1873 | April        | Settimio Belluzzi                                                                         | Francesco Marcucci                                                                              |
| 1873 | Oktober      | Giuseppe Filippi                                                                          | Marino Fattori                                                                                  |
| 1874 | April        | Filippo Belluzzi                                                                          | Marino Babboni                                                                                  |
| 1874 | Oktober      | Gaetano Simoncini                                                                         | Domenico Fattori                                                                                |
| 1875 | April        | Palamede Malpeli                                                                          | Luigi Pasquali                                                                                  |
| 1875 | Oktober      | Pietro Tonnini                                                                            | Giuseppe Giacomini                                                                              |
| 1876 | April        | Gaetano Belluzzi                                                                          | Sante Lonfernini                                                                                |
| 1876 | Oktober      | Settimio Belluzzi                                                                         | Michele Ceccoli                                                                                 |
| 1877 | April        | Innocenzo Bonelli                                                                         | Andrea Barbieri                                                                                 |
| 1877 | Oktober      | Giuliano Belluzzi                                                                         | Pietro Ugolini                                                                                  |
| 1878 | April        | Domenico Fattori                                                                          | Marino Babboni                                                                                  |
| 1878 | Oktober      | Camillo Bonelli                                                                           | Pietro Berti                                                                                    |
| 1879 | April        | Gaetano Simoncini                                                                         | Marino Nicolini                                                                                 |
| 1879 | Oktober      | Federico Gozi                                                                             | Francesco Malpeli                                                                               |
| 1880 | April        | Luigi Pasquali                                                                            | Giuseppe Giacomini                                                                              |
| 1880 | Oktober      | Settimio Belluzzi                                                                         | Pasquale Busignani                                                                              |
| 1881 | April        | Antonio Belluzzi                                                                          | Marino Martelli                                                                                 |
| 1881 | Oktober      | Domenico Fattori                                                                          | Teodoro Ceccoli                                                                                 |
| 1882 | April        | Marino Fattori                                                                            | Francesco Marcucci                                                                              |
| 1882 | Oktober      | Giuliano Belluzzi                                                                         | Michele Ceccoli                                                                                 |
| 1883 | April        | Pietro Tonnini                                                                            | Sante Lonfernini                                                                                |
| 1883 | Oktober      | Pietro Filippi                                                                            | Pietro Berti                                                                                    |
| 1884 | April        | Settimio Belluzzi                                                                         | Francesco Malpeli                                                                               |
| 1884 | Oktober      | Federico Gozi                                                                             | Antonio Righi                                                                                   |
| 1885 | April        | Luigi Pasquali                                                                            | Pasquale Busignani                                                                              |
| 1885 | Oktober      | Antonio Michetti                                                                          | Marino Nicolini                                                                                 |
| 1886 | April        | Domenico Fattori                                                                          | Teodoro Ceccoli                                                                                 |
| 1886 | Oktober      | Gaetano Simoncini                                                                         | Pietro Ugolini                                                                                  |
| 1887 | April        | Marino Fattori                                                                            | Settimio Lonfernini                                                                             |
| 1887 | Oktober      | Pietro Filippi                                                                            | Federico Martelli                                                                               |
| 1888 | April        | Settimio Belluzzi                                                                         | Marino Marcucci                                                                                 |
| 1888 | Oktober      | Federico Gozi                                                                             | Antonio Righi                                                                                   |
| 1889 | April        | Menetto Bonelli                                                                           | Marino Babboni                                                                                  |
| 1889 | Oktober      | Domenico Fattori                                                                          | Marino Nicolini                                                                                 |
| 1890 | April        | Pietro Tonnini                                                                            | Francesco Marcucci                                                                              |
| 1890 | Oktober      | Giuliano Belluzzi                                                                         | Pietro Ugolini                                                                                  |
| 1891 | April        | Pietro Filippi                                                                            | Federico Martelli                                                                               |
| 1891 | Oktober      | Antonio Michetti                                                                          | Pasquale Busignani                                                                              |
| 1892 | April        | Federico Gozi                                                                             | Silvestro Vita                                                                                  |
| 1892 | Oktober      | Gemino Gozi                                                                               | Giacomo Marcucci                                                                                |
| 1893 | April        | Menetto Bonelli                                                                           | Marino Babboni                                                                                  |
| 1893 | Oktober      | Marino Fattori                                                                            | Pietro Francini                                                                                 |
| 1894 | April        | Pietro Tonnini (overleden op 22 augustus) Giuliano Belluzzi (plaatsvervanger)             | Francesco Marcucci                                                                              |
| 1894 | Oktober      | Settimio Belluzzi                                                                         | Marino Borbiconi                                                                                |
| 1895 | April        | Domenico Fattori                                                                          | Antonio Righi                                                                                   |
| 1895 | Oktober      | Federico Gozi                                                                             | Vincenzo Mularoni                                                                               |
| 1896 | April        | Giovanni Bonelli                                                                          | Settimio Lonfernini                                                                             |
| 1896 | Oktober      | Menetto Bonelli                                                                           | Marino Babboni                                                                                  |
| 1897 | April        | Luigi Tonnini                                                                             | Teodoro Ceccoli                                                                                 |
| 1897 | Oktober      | Antonio Belluzzi                                                                          | Pasquale Busignani                                                                              |
| 1898 | April        | Pietro Filippi                                                                            | Onofrio Fattori                                                                                 |
| 1898 | Oktober      | Marino Borbiconi                                                                          | Francesco Marcucci                                                                              |
| 1899 | April        | Gemino Gozi                                                                               | Giacomo Marcucci                                                                                |
| 1899 | Oktober      | Federico Gozi                                                                             | Silvestro Vita                                                                                  |

Zie ook:
- Kapitein-regent van San Marino
- Lijst van kapiteinen-regent van San Marino van 1243 tot 1500
- Lijst van kapiteinen-regent van San Marino van 1500 tot 1700
- Lijst van kapiteinen-regent van San Marino vanaf 1900